# Oribatula robusta
Oribatula robusta är en kvalsterart som beskrevs av Iordansky 1991. Oribatula robusta ingår i släktet Oribatula och familjen Oribatulidae. Inga underarter finns listade i Catalogue of Life.